# Avesnes-lès-Bapaume
Avesnes-lès-Bapaume är en kommun i departementet Pas-de-Calais i regionen Hauts-de-France i norra Frankrike. Kommunen ligger i kantonen Bapaume som tillhör arrondissementet Arras. År 2022 hade Avesnes-lès-Bapaume 170 invånare.

## Befolkningsutveckling
Antalet invånare i kommunen Avesnes-lès-Bapaume
| Referens: INSEE |